# Паанаярві (національний парк)

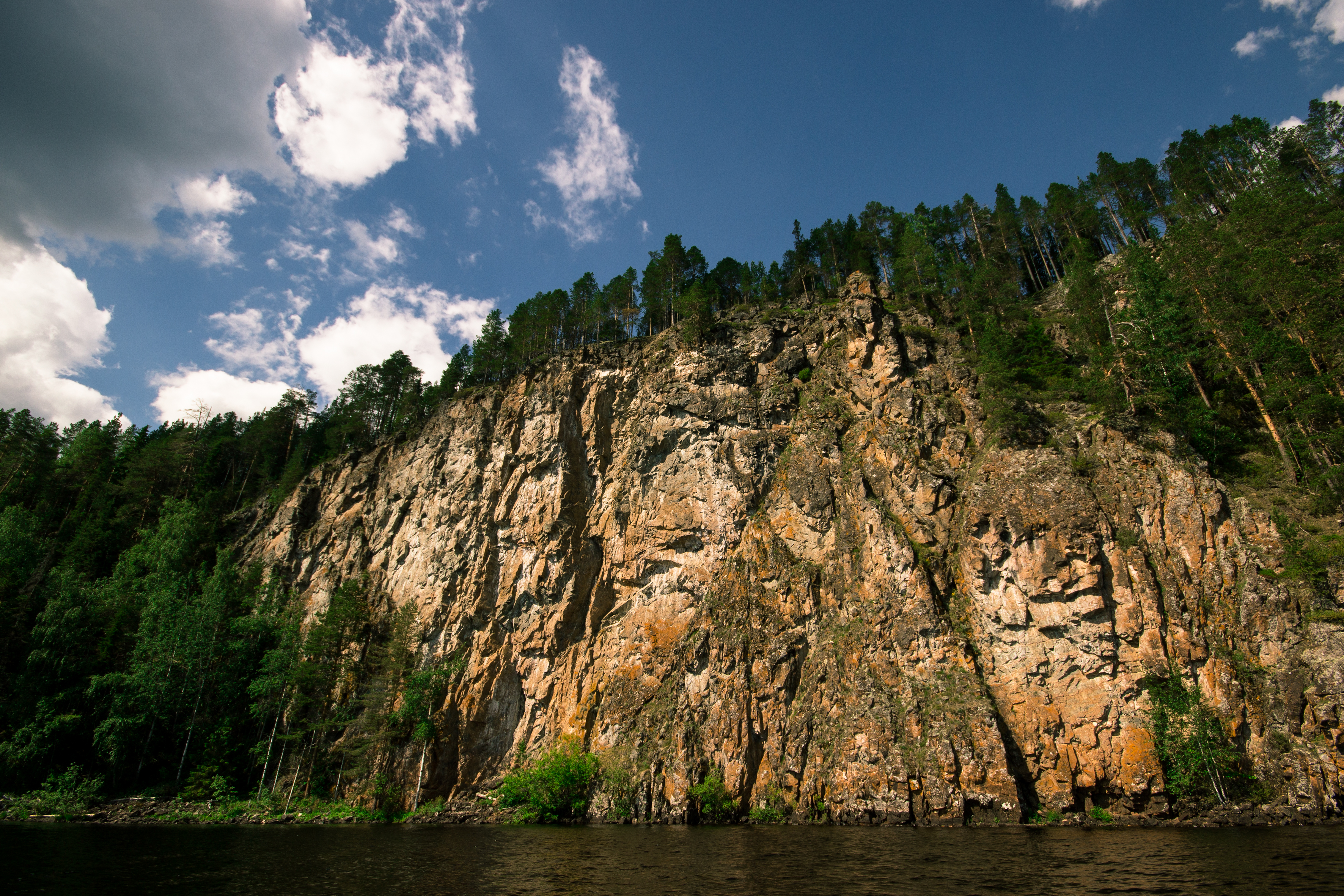
Cкеля Рускеакалліо

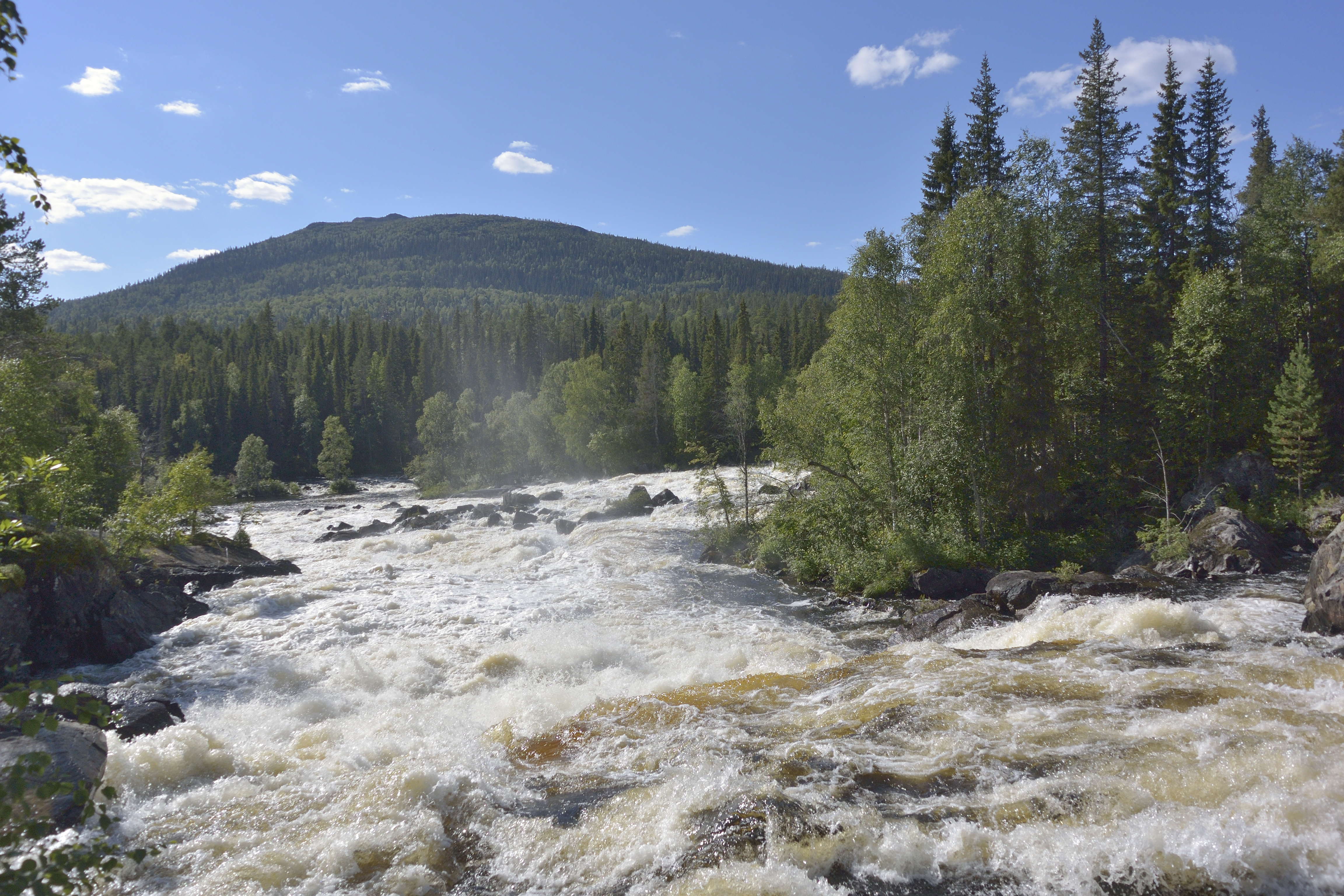
Водоспад Ківаккакоскі

Націона́льний парк «Паанаярві» (рос. Национальный парк «Паанаярви») — національний парк у Лоухському районі Республіки Карелія (Росія).

## Загальні відомості
Створений постановою Уряду Росії № 331 від 20 травня 1992 року «з метою збереження унікальних природних комплексів озера Паанаярві і басейну річки Олангі, використання їх в природоохоронних, рекреаційних, просвітніх і наукових цілях».
Є федеральною державною бюджетною установою, підпорядкованою Міністерству природних ресурсів і екології Російської Федерації. Територія парку є природоохоронною територією федерального значення.

## Географія
Національний парк розташований поблизу Північного полярного кола на північному заході Республіки Карелія, на території Лоухського району. Західний кордон його збігається з державним кордоном Росії з Фінляндією. З боку фінського кордону до «Паанаярви» примикає національний парк «Оуланка», створений 1956 року в Фінляндії.
Площа національного парку становить 103,3 тис. га. Лісові угіддя займають 78 тис. га (75,5 %). Площа решти території — 25,3 тис. га (24,5 %), у тому числі: води — 10,9 тис. га (10,6 %), болота — 13,0 тис. га (12,6 %), дороги і просіки — 0,2 тис. га (0,2 %), інші землі — 1,2 тис. га (1,1 %). На території парку населених пунктів немає.

## Функціональне зонування
Згідно з проєктними рішеннями територія парку поділяється на 5 функціональних зон з різним режимом охорони і використання:
- Зона спеціального режиму — 6,9 тис. га (7 % загальної площі) — це погранполоса;
- Зона заповідного режиму — 19,0 тис. га (18 %);
- Зона пізнавального туризму — 5,2 тис. га (5 %);
- Зона регульованого рекреаційного використання — 71,6 тис. га (69 %);
- Зона обслуговування відвідувачів — 0,8 тис. га (1 %).

## Клімат
Переважний напрямок вітру взимку — південно-західний, влітку — північно-східний. Басейн озера Паанаярві належить до Маанселькського агроклиматичного підрайону, який характеризується як холодний, з тривалою і суворою зимою та коротким безморозним періодом. Середньорічна температура наближається до 0° C, а кількість опадів становить 500—520 мм. Найтепліший місяць — липень (+ 15° C), найхолодніші зимові місяці — січень-лютий (-13° C). Середня висота снігового покриву близько 70-80 см, але часто буває більше метра.
Взимку світловий день короткий, спостерігаються численні «північні сяйва». Влітку сонце заходить за горизонт на 2-3 години.

## Рельєф та геологічні об'єкти
На території парку є кілька гір, що входять в десятку найвищих в Карелії: гора Лунас — 495,4 м, гора Ківакка — 499,5 м, гора Мянтютунтурі — 550,1 м. Пам'ятка парку: ф'єльд Нуорунен — 576,7 метрів — найвища гора Карелії. На крутих схилах гір зустрічаються своєрідні «висячі» болота — визначні пам'ятки цього району.
У районі розташування парку 15 великих геологічних об'єктів і 54 окремі пам'ятки, що представляють велику наукову цінність. До об'єктів світового значення віднесені розшаровані інтрузії Ківакка і Ціпрінга (гори Пяйнур), Нуоруненський гранітний масив, Паанаярвський разлом зі скелею Рускеакалліо, відрізок Паанаярві-Кандалакського глибинного розлому і древня система воднольодовикових дельт річок Олангі-Ціпрінгі.

## Озеро Паанаярві

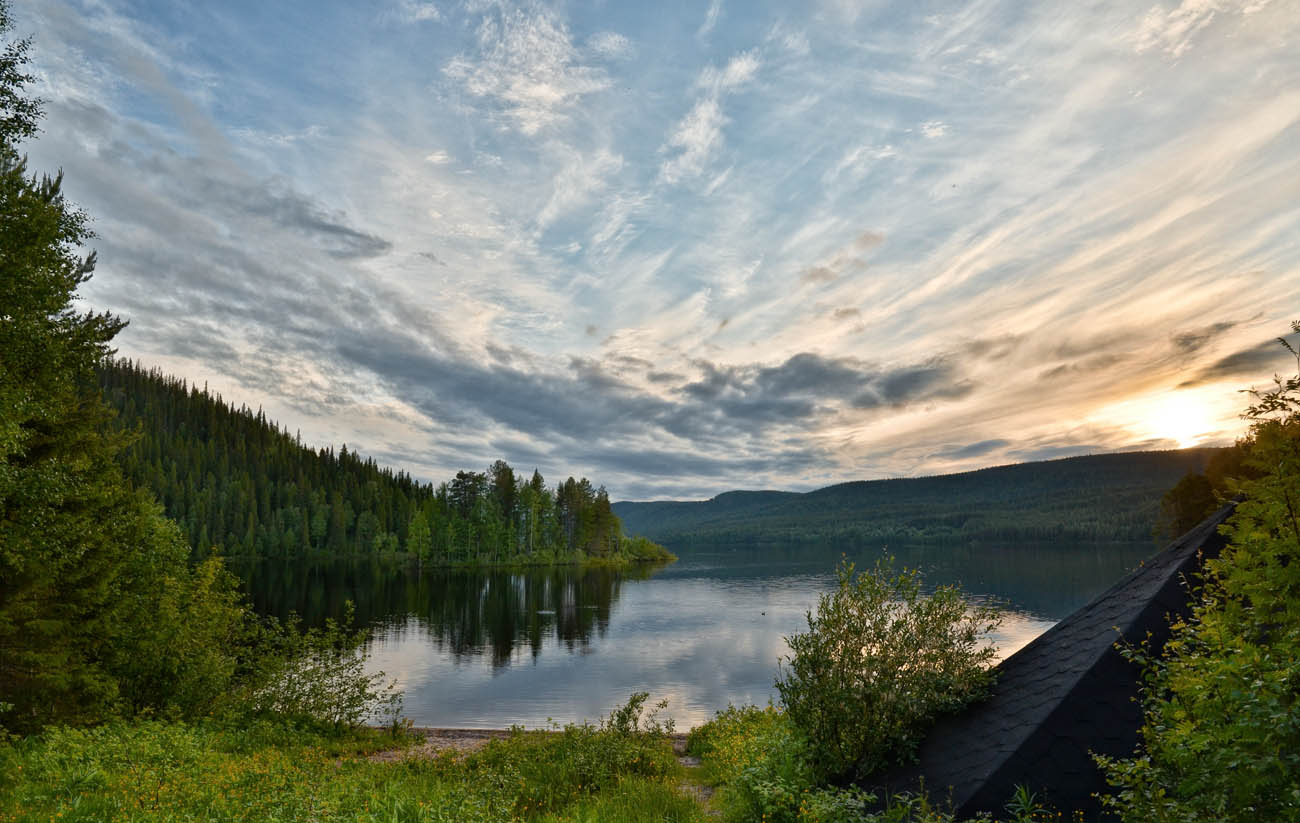
Вечір на озері Паанаярві

Озеро Паанаярві — унікальний природний об'єкт. Його розміри: довжина — 24 км, ширина — до 1,4 км, глибина — 128 м. Озеро належить до найглибших малих озер світу. У чаші озера знаходиться майже 1 км³ найчистішої води, насичення киснем якої на великих глибинах (60-80 м) найвища серед інших озер.
Долина озера оточена порівняно високими горами, що створює особливий мікроклімат. Взимку холодні повітряні маси стікають з гір в долину озера, в сильні морози різниця температур може досягати 20° С. Реєструвалися температури, близькі за значенням до полюса холоду Північної півкулі. Але з квітня по вересень тут помітно тепліше, ніж в околицях. Подібна екстремальність температур басейну Олангі-Паанаярві дозволяє вважати район парку місцем з самим континентальним кліматом Фенноскандії.

## Галерея

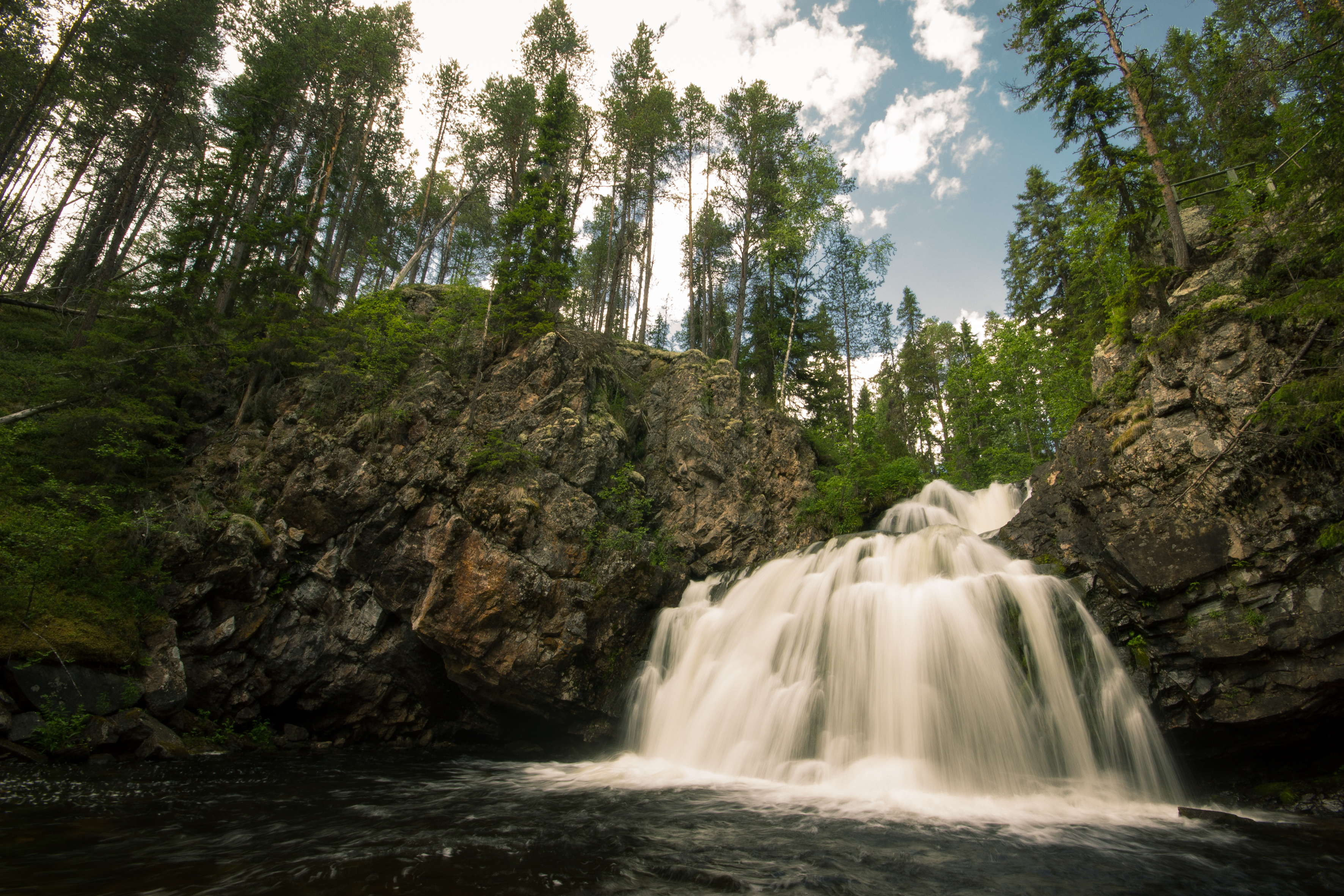
Водоспад на річці Мянтюкоскі
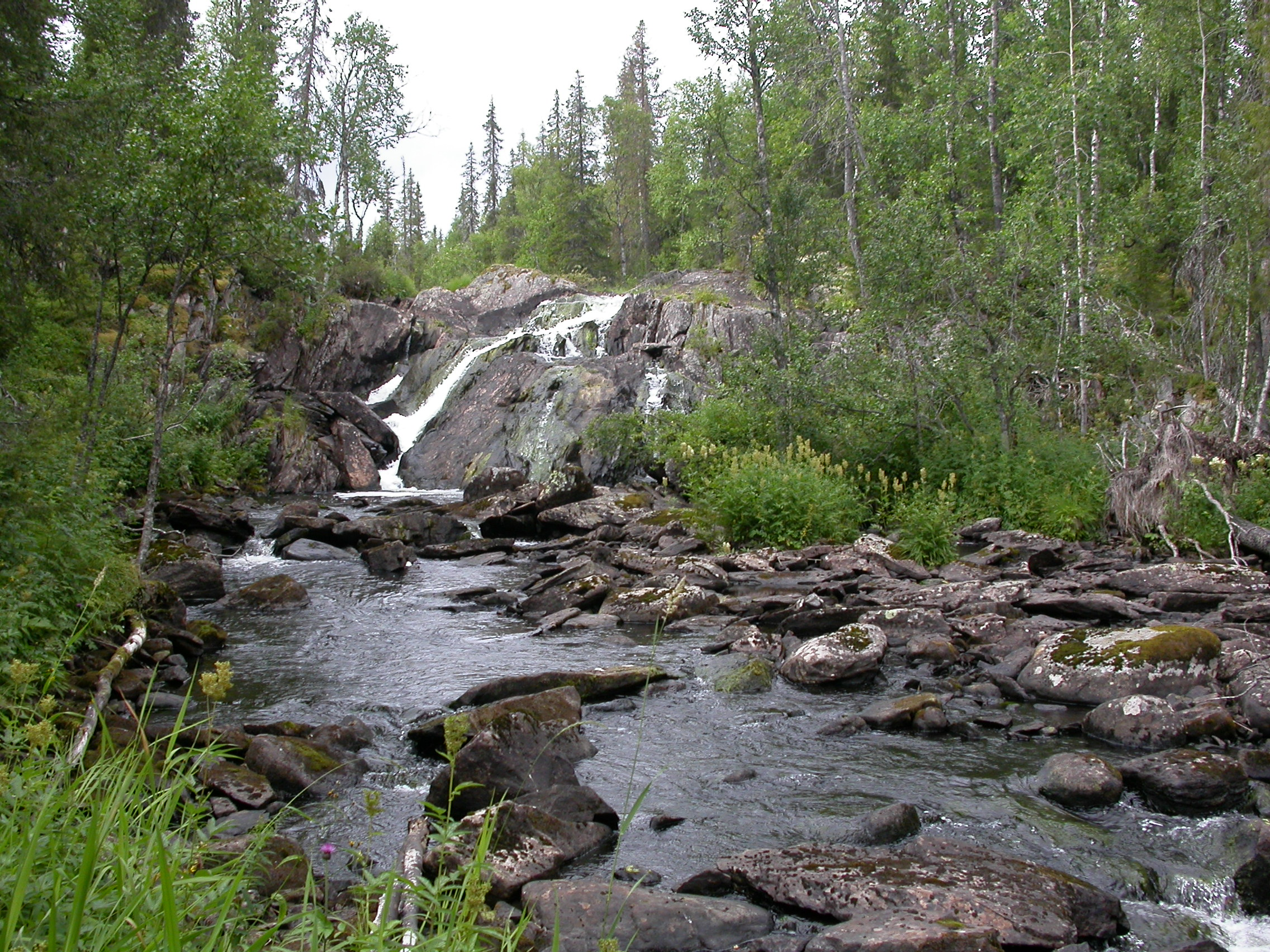
Водоспад Муткайокі
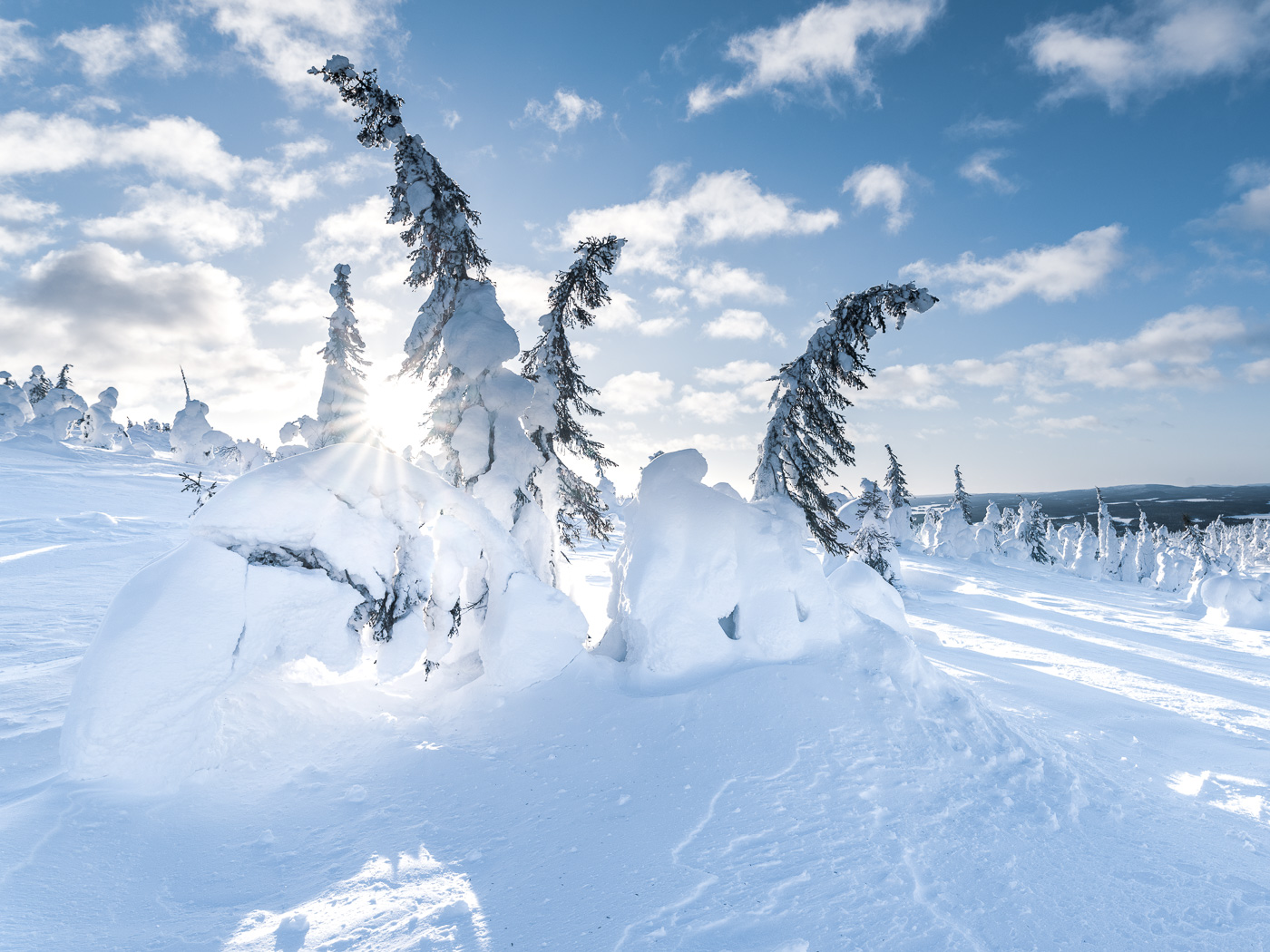
Гора Нуорунен взимку
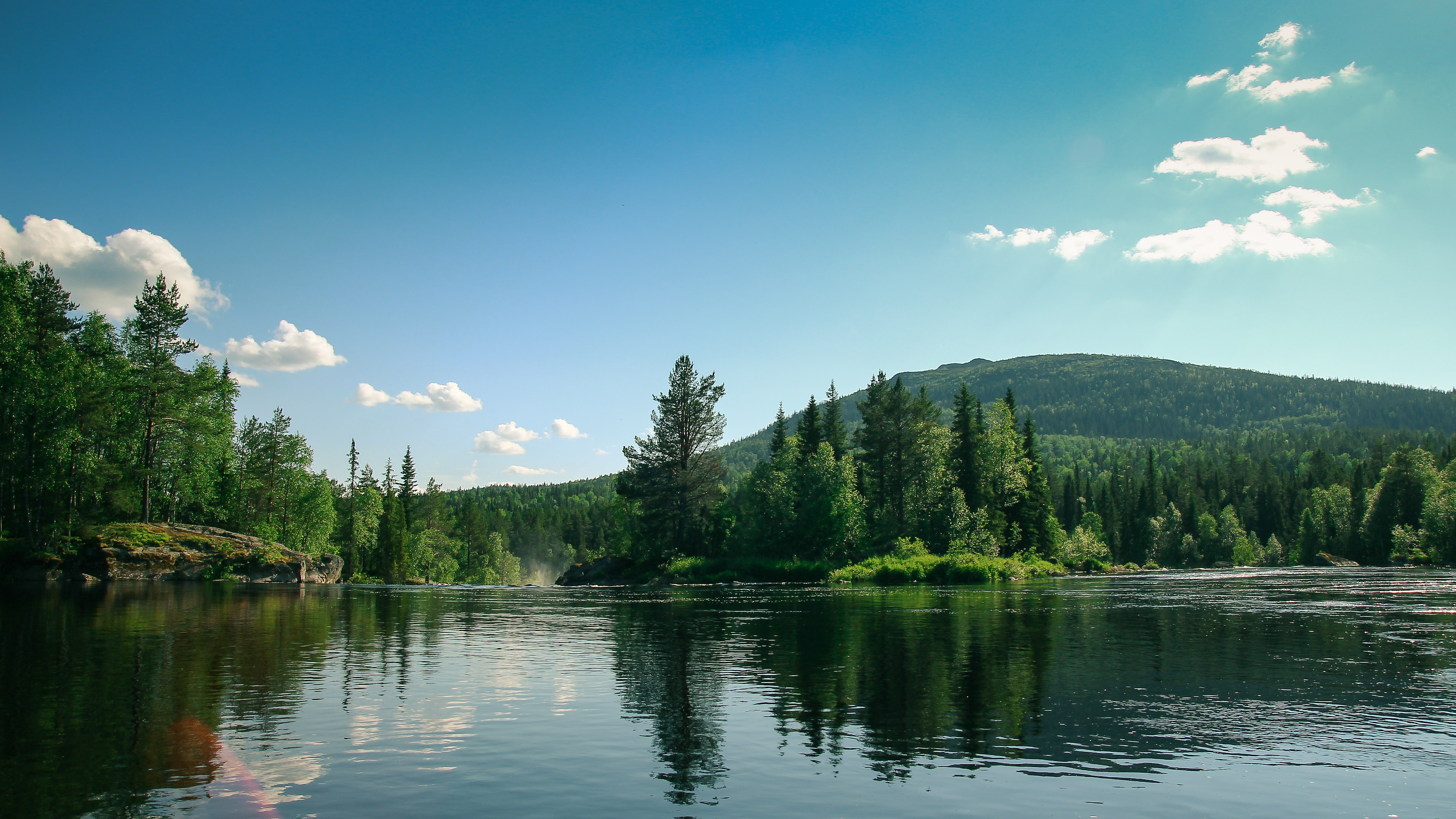
Вид на гору Ківакка з річки Оланга
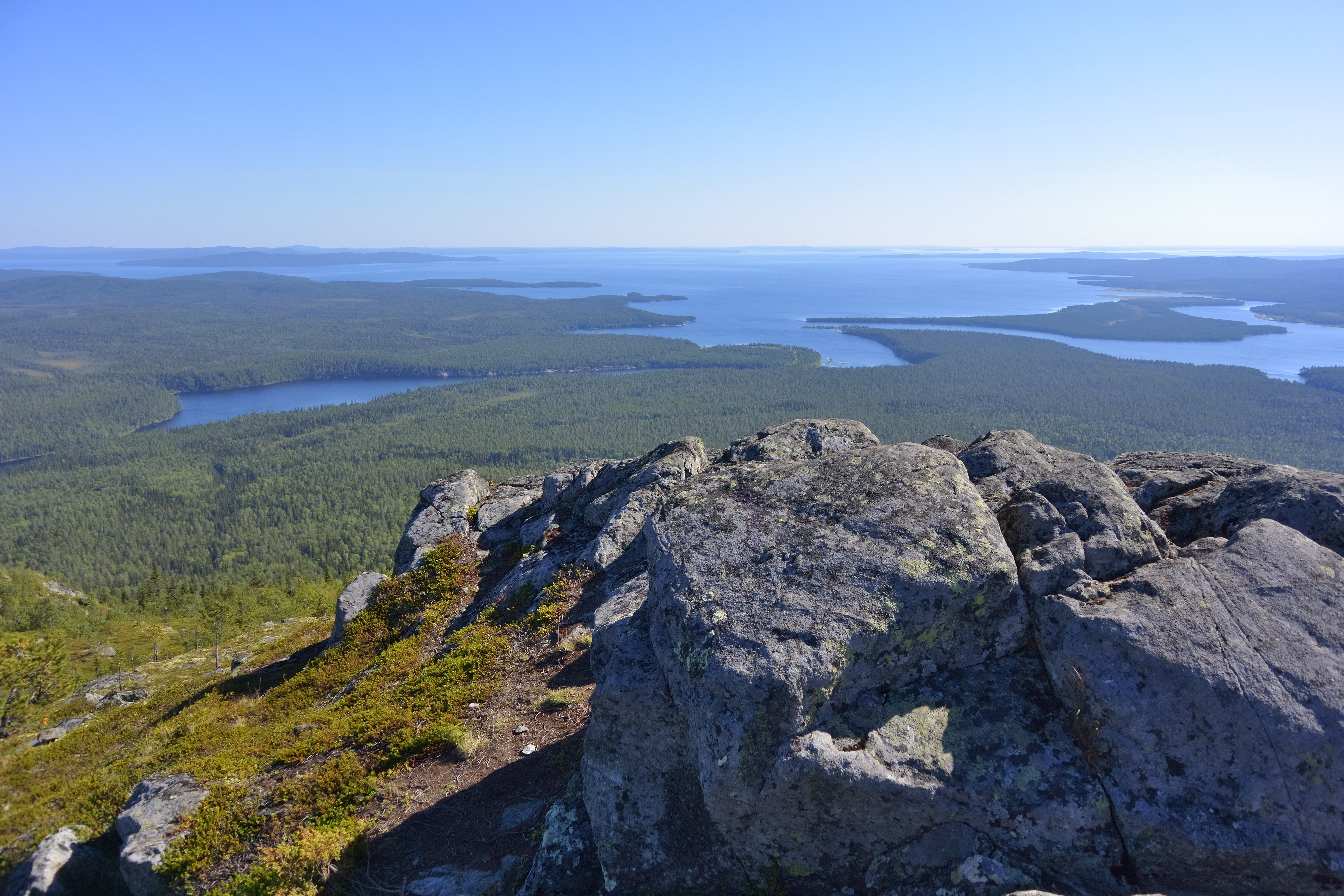
Вершина гори Ківакка
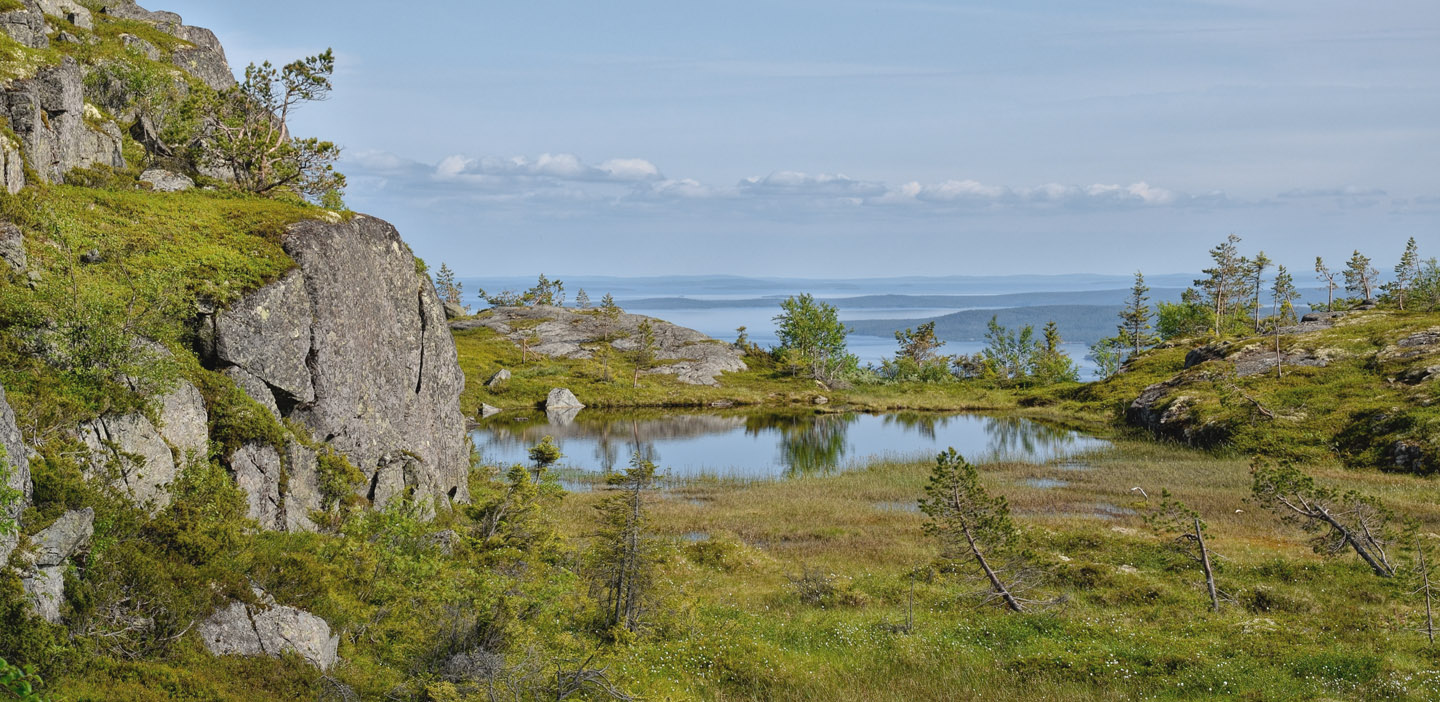
Озера